# Schweizerstil

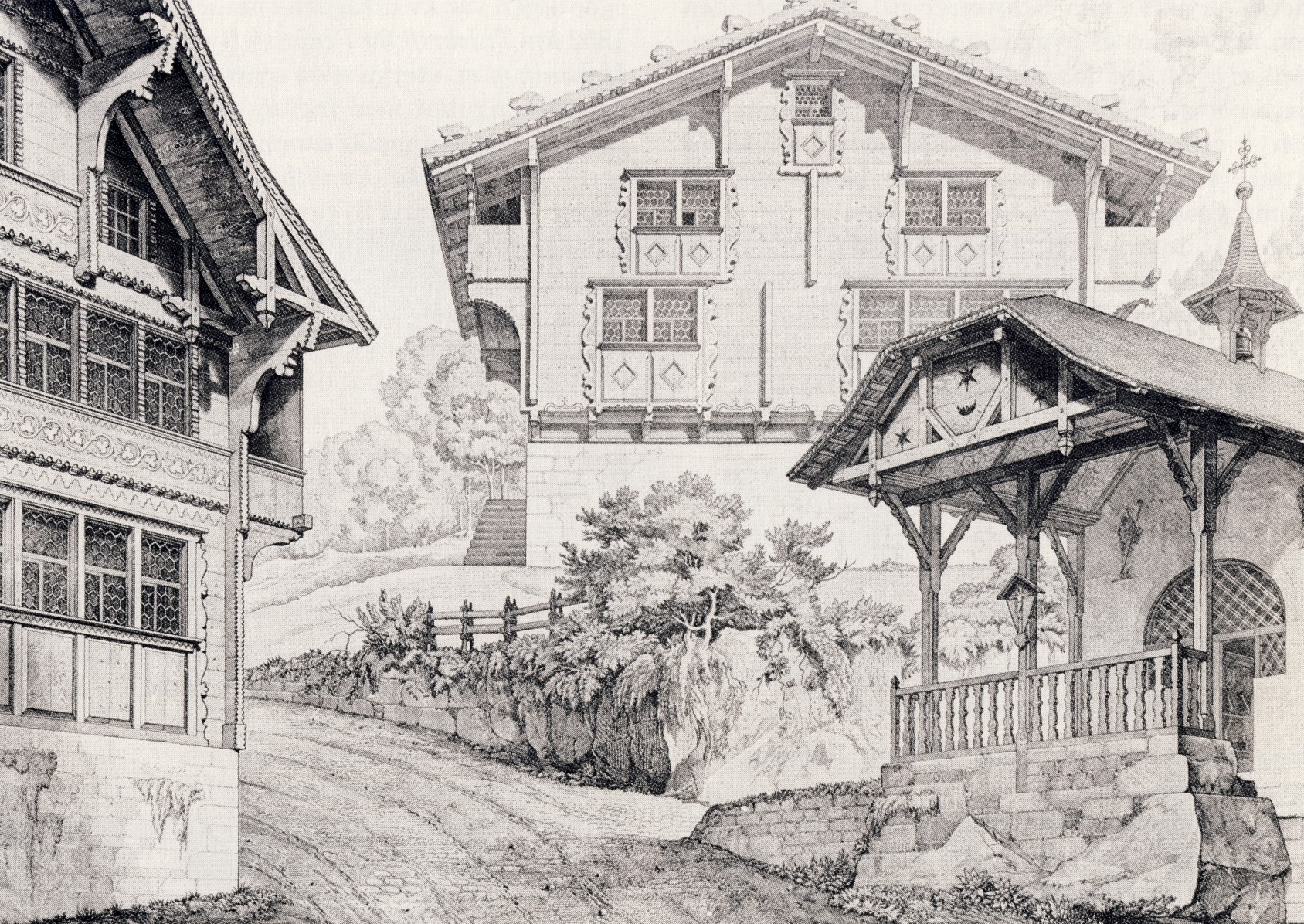
Hus och kapell på S:t Gotthard Strasse.
Ur "Der Schweizer Holzstyl 1868"

Schweizerstil var en stilriktning i nordisk träbyggnadsarkitektur under 1800-talets andra hälft.

## Etymologi

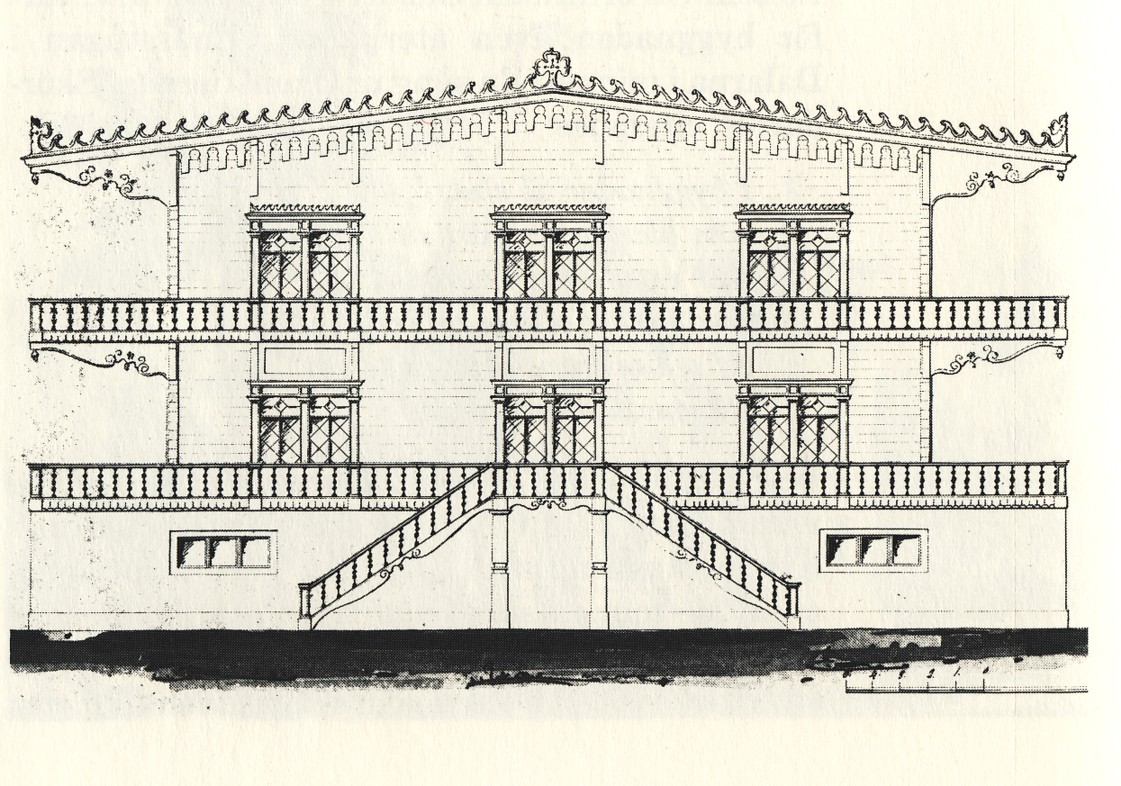
Förslag till "Schweizer Café" på Djurgården 1848, Kungl. Djurgårdsförvaltningen.

Anledningen till att stilen kallas schweizerstil är att den ursprungliga idén hämtades från den lantliga trähusbebyggelsen i Schweiz, som även de hade dekorativt utformade trädetaljer, gärna synligt timmer och sadeltak med rejält tilltagna taksprång. Denna stil kallas på engelska cottage style eller Swiss chalet style.

## Historik
Varför lantlig bebyggelse just i Schweiz skulle stå som förebild för andra länders arkitektur hänger säkert samman med att rousseauanismen levde kvar. Slutet av 1700-talet och början på 1800-talet förde den en ökad inlevelse och känsla för det schweiziska landskapet med sig. Schweiz stod även för frihet och demokratiska ideal samt ett naturligt levnadssätt. En ökad ström av utländska besökare reste till Schweiz i slutet på 1700-talet. Johann Wolfgang von Goethe var till exempel där tre gånger. Den tyska arkitekten Karl Friedrich Schinkel ritade redan 1835 ett värdshus på Rügen i schweizerstil.
De tidigaste exemplen för schweizerstilen i Norden finns i Norge och Finland och var parkbyggnader. I Slottsparken i Kristiania ritades redan 1839 några portvaktsstugor av Hans Ditlev Franciscus von Linstow. År 1844 ritade Ernst Bernhard Lohrmann i Finland en vaktstuga som var en blandning av schweizerstil och klassicism. Även för värdshusbyggnader och så kallade schweizerier användes schweizerstilen. En ritning till ett schweizerkafé på Djurgården från 1848 visar alla typiska inslag av schweizerstil, som långt utkragande tak, rik träornamentik på takkonsoler och balkongräcken samt så kallad joddlarbalkong. Att det fanns traditionella likheter mellan det schweiziska och det nordiska folkliga byggnadssättet för trähus nämns redan i 1834 års utgåva av Magasin för Konst, Nyheter och Mode.

## Kännetecken

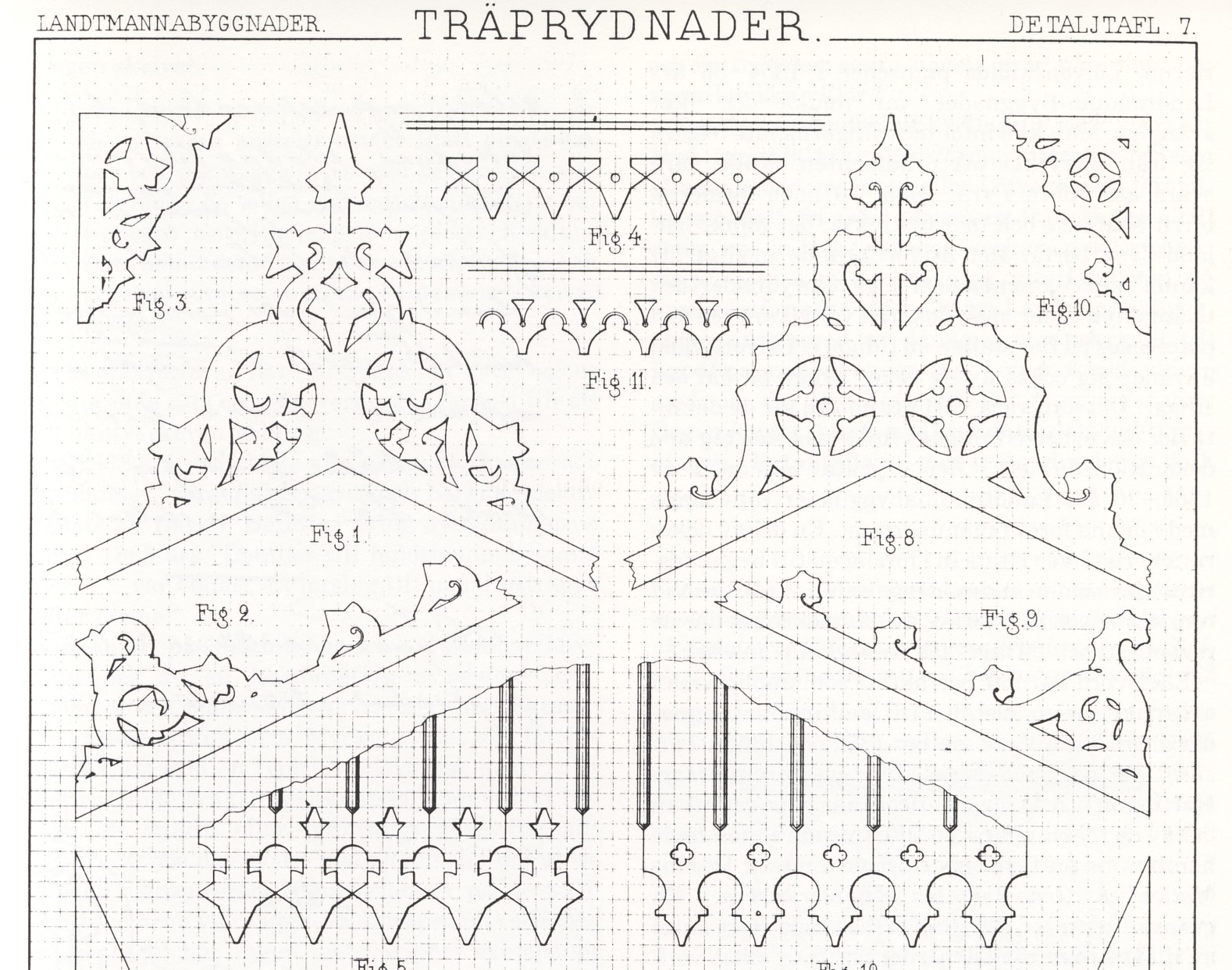
Charles Emil Löfvenskiölds typritning från 1865

Stilen kännetecknas av en mängd utsirad lövsågeri (allmänt kallad "snickarglädje") på exempelvis verandor och takbrädor, vackert kontursågade fönster- och dörromfattningar samt indelningar av panelfasaden med lister. I vissa fall kombinerades den rika dekoren även med en asymmetrisk och tornprydd huskropp. På enklare byggnader förekom det också att endast verandan hade snickarglädje. Gemensamt är långt utkragande tak.
Schweizerstilen är däremot inte som det ofta påstås uppkallad efter arkitekten Georg Theodor Chiewitz (1815-1862), trots namnens likhet. Chiewitz var dock en betydelsefull arkitekt för träarkitekturen i Norden och har ritat ett flertal byggnader i schweizerstil.
Den "genuina" schweizerstilen ses dock mycket sällan i Sverige. Istället beskriver termen en slags blandning mellan schweizerstil, villaarkitektur och nyrenässans. Mönsterförlagor till fasader och snickerier spreds i form av häften som kunde köpas för en billig penning i landsorten. Några av de mest spridda förlagorna var ritade av Charles Emil Löfvenskiöld, Adolf Wilhelm Edelsvärd  och Per August Peterson. Edelsvärd propagerade 1864 för stilen i Tidskrift för Byggnadskonst och Ingenjörsvetenskap och menade ...fri som naturen är denna stil. En gärna anlitad arkitekt var Fredrik Wilhelm Scholander som redan 1852 visade praktiska exempel och typritningar för villor i schweizerstilen i Tidskrift för Praktisk Byggnadskonst och Mekanik m.m..

## Bilder av byggnader i Sverige och Norge

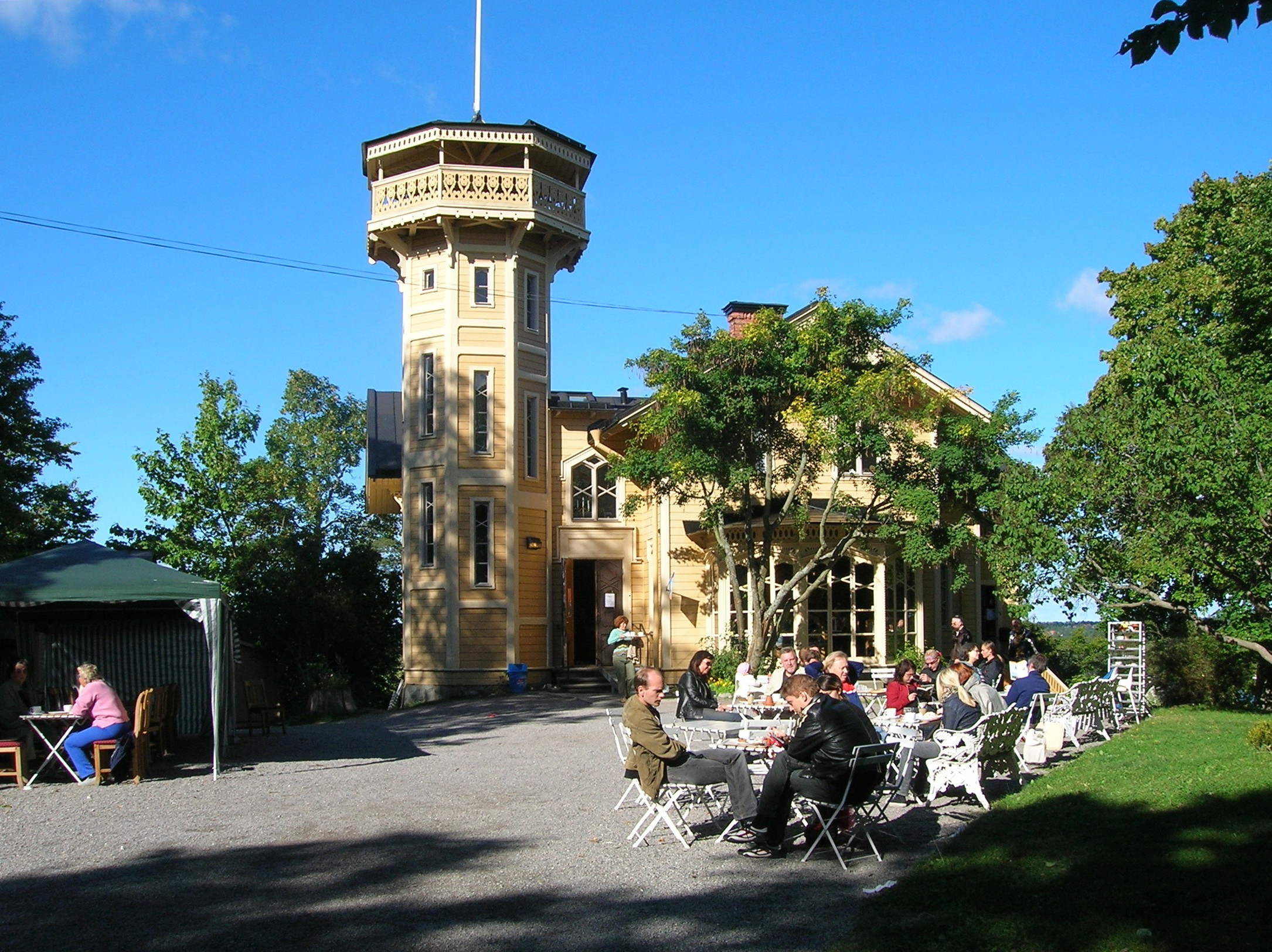
Villa Lyran
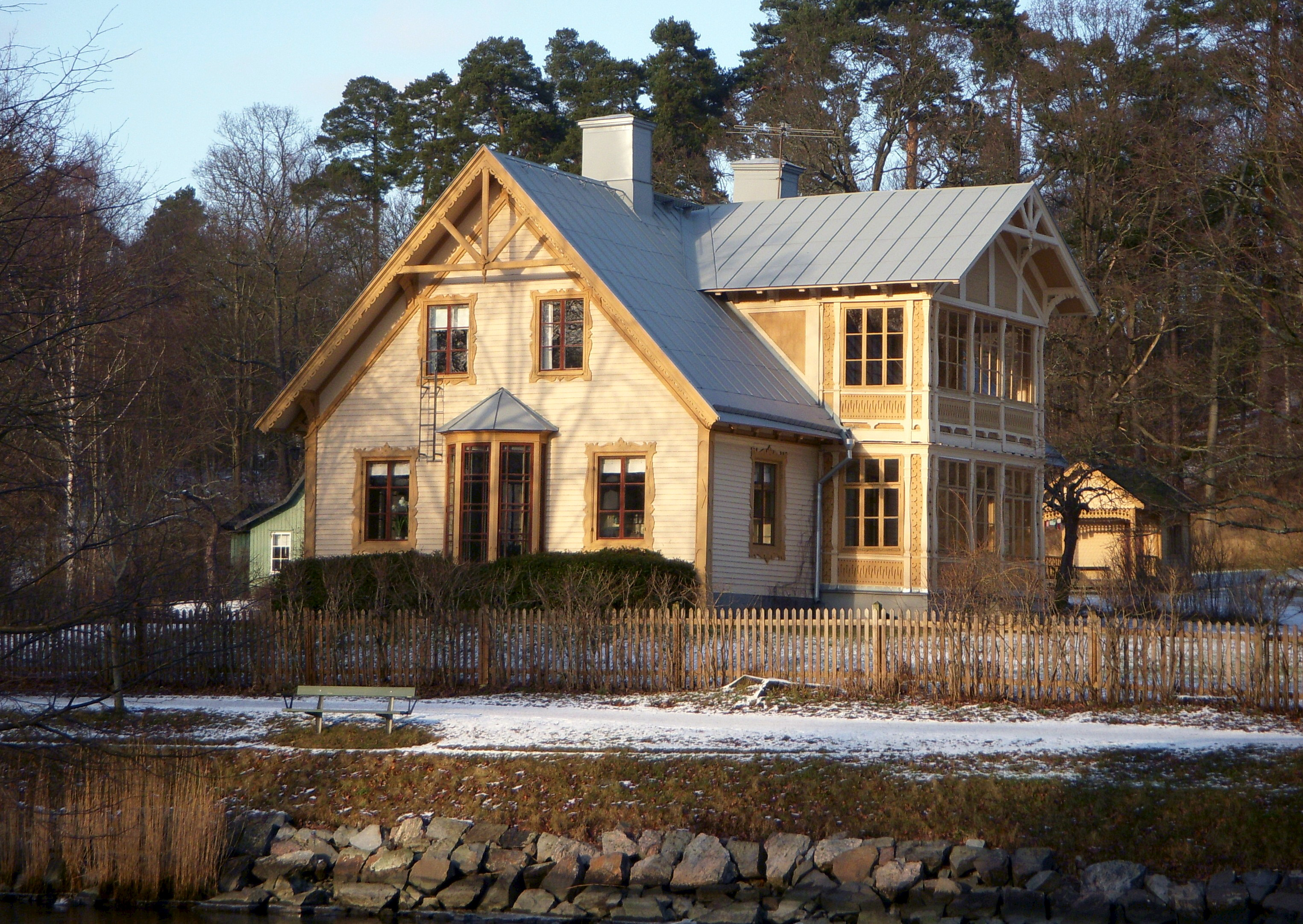
Johansdal
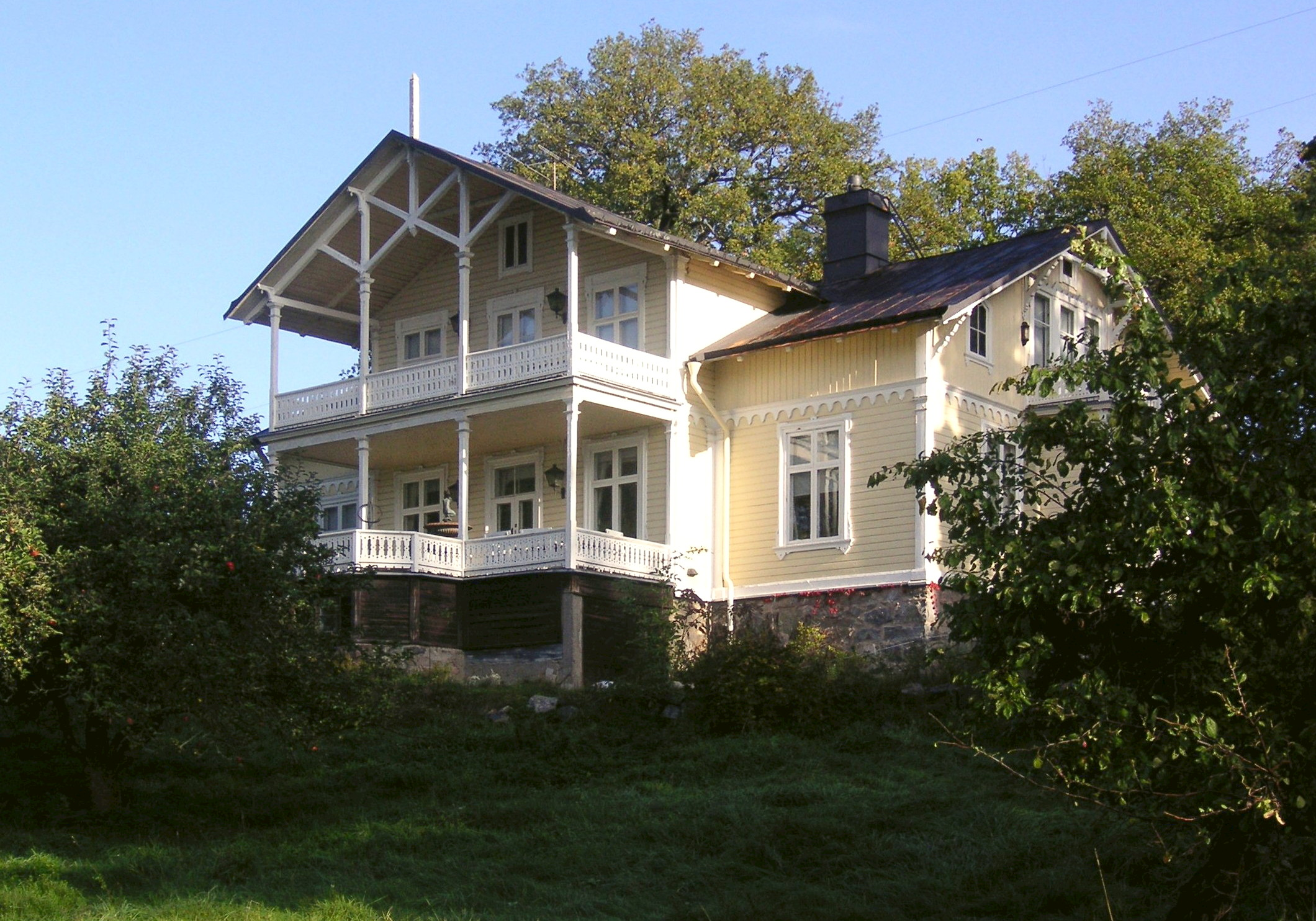
Villa Fridhem på Norra Djurgården
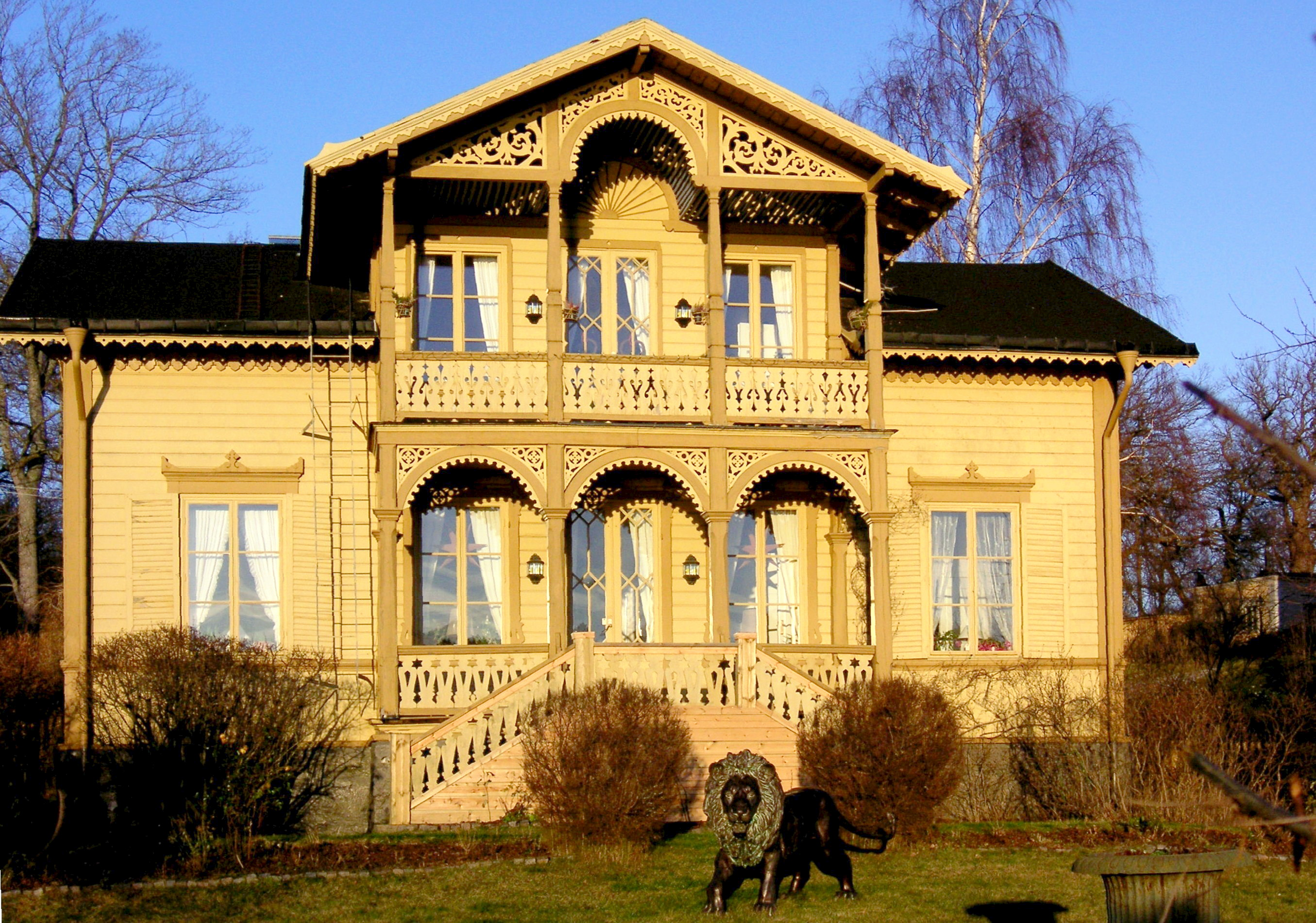
Eolslund
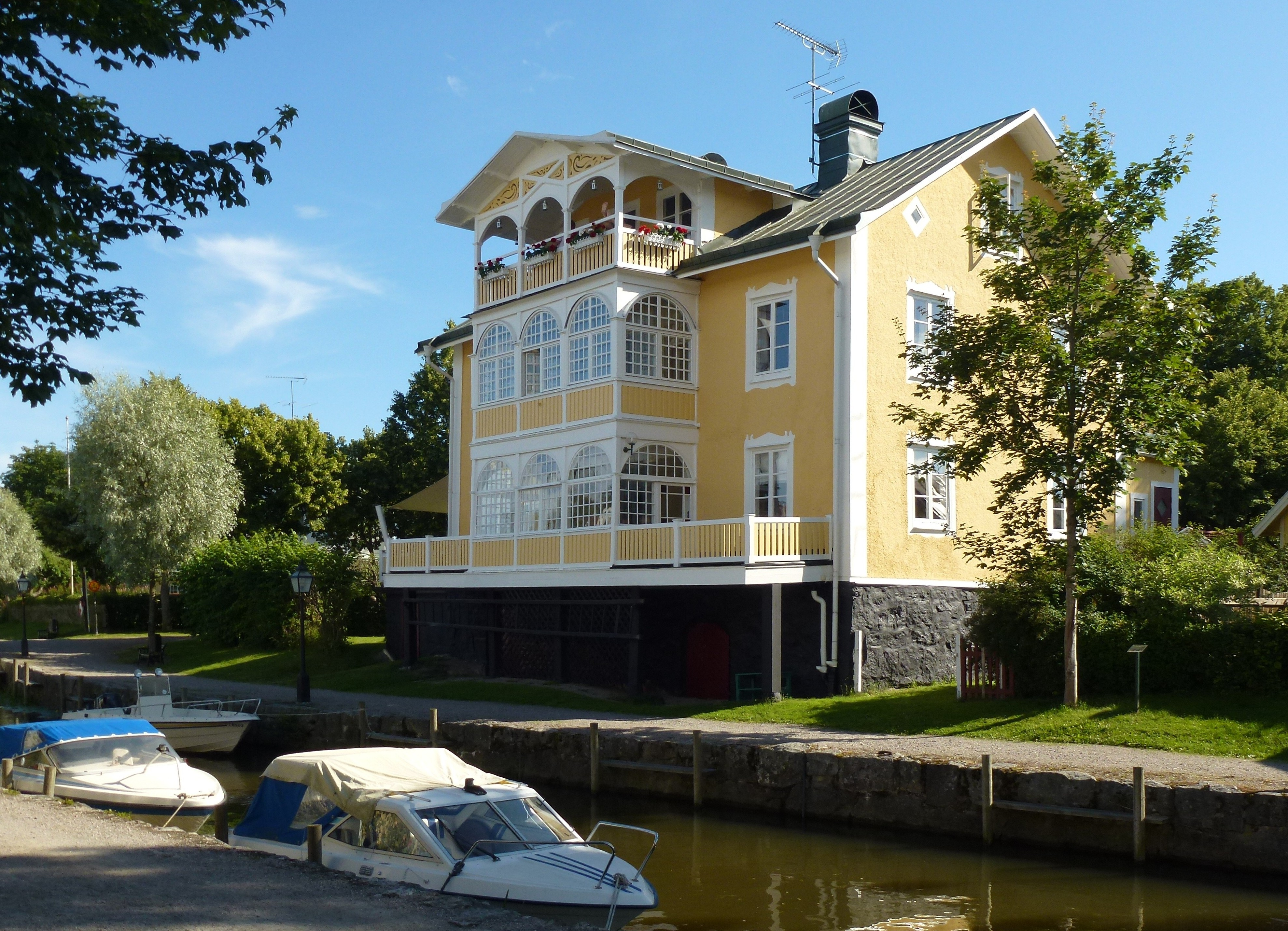
Villa vid Trosaån i Trosa
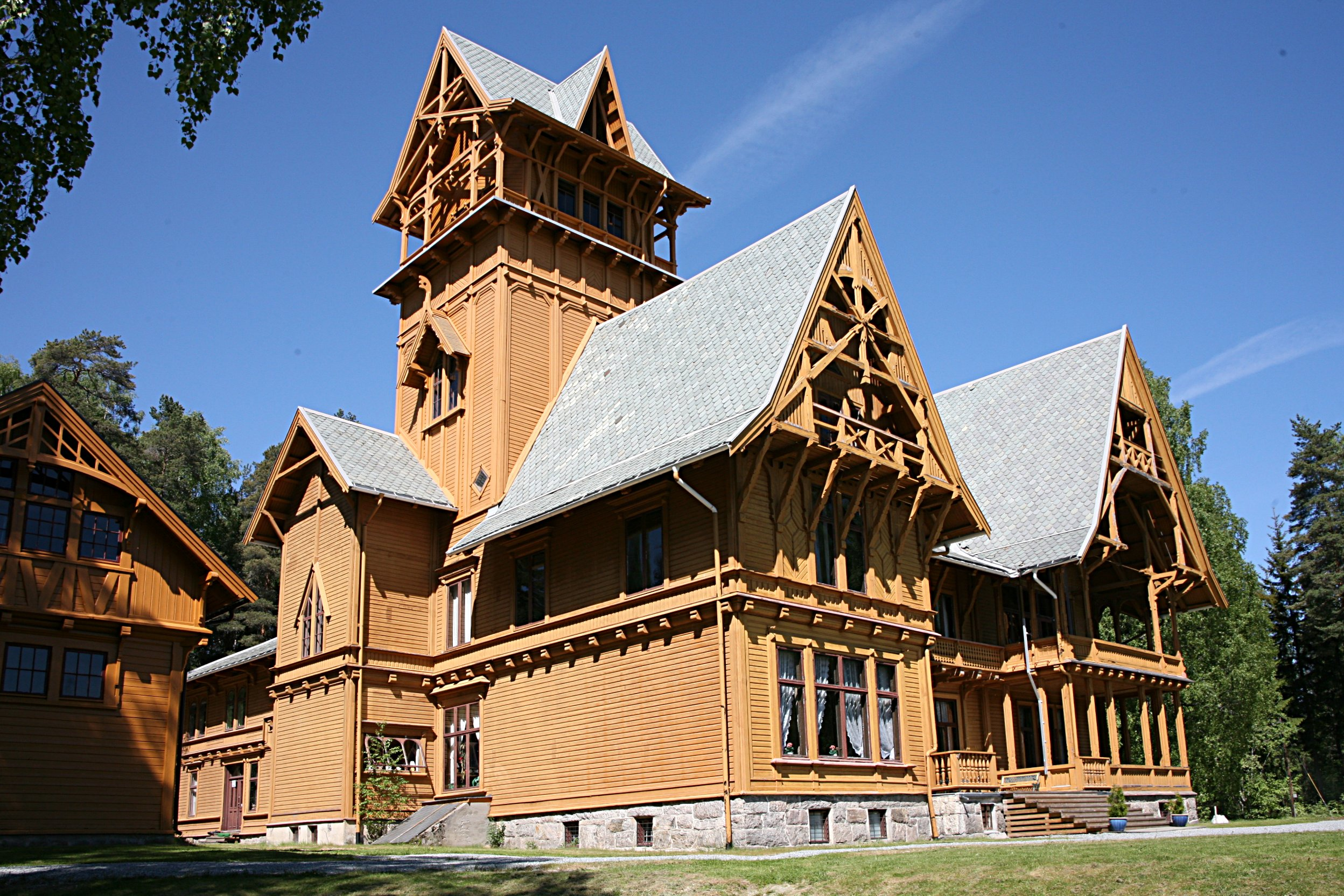
Villa Fridheim i Krödsherads kommun i Norge, med inslag av nationalromantik, 1890–1892
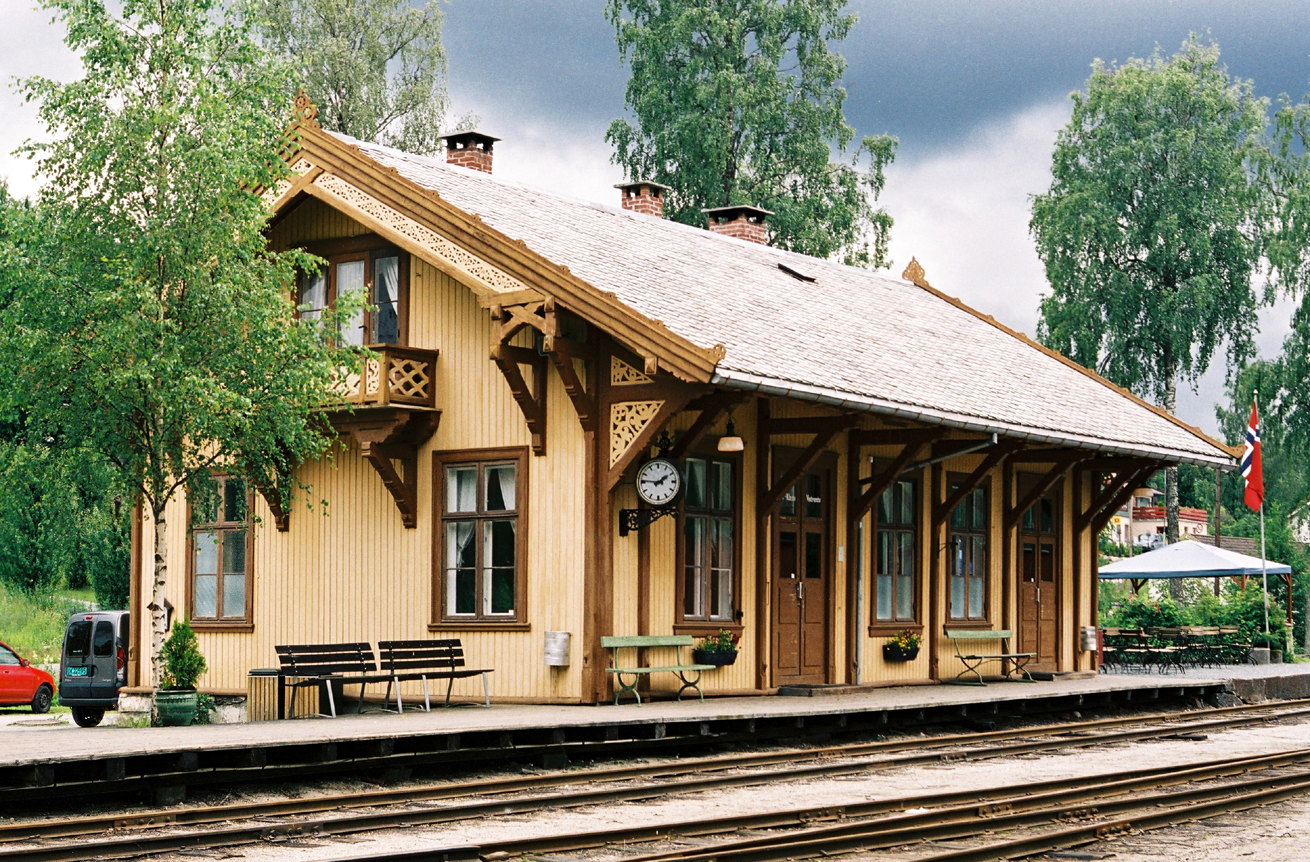
Krøderen stasjon i Norge, 1872
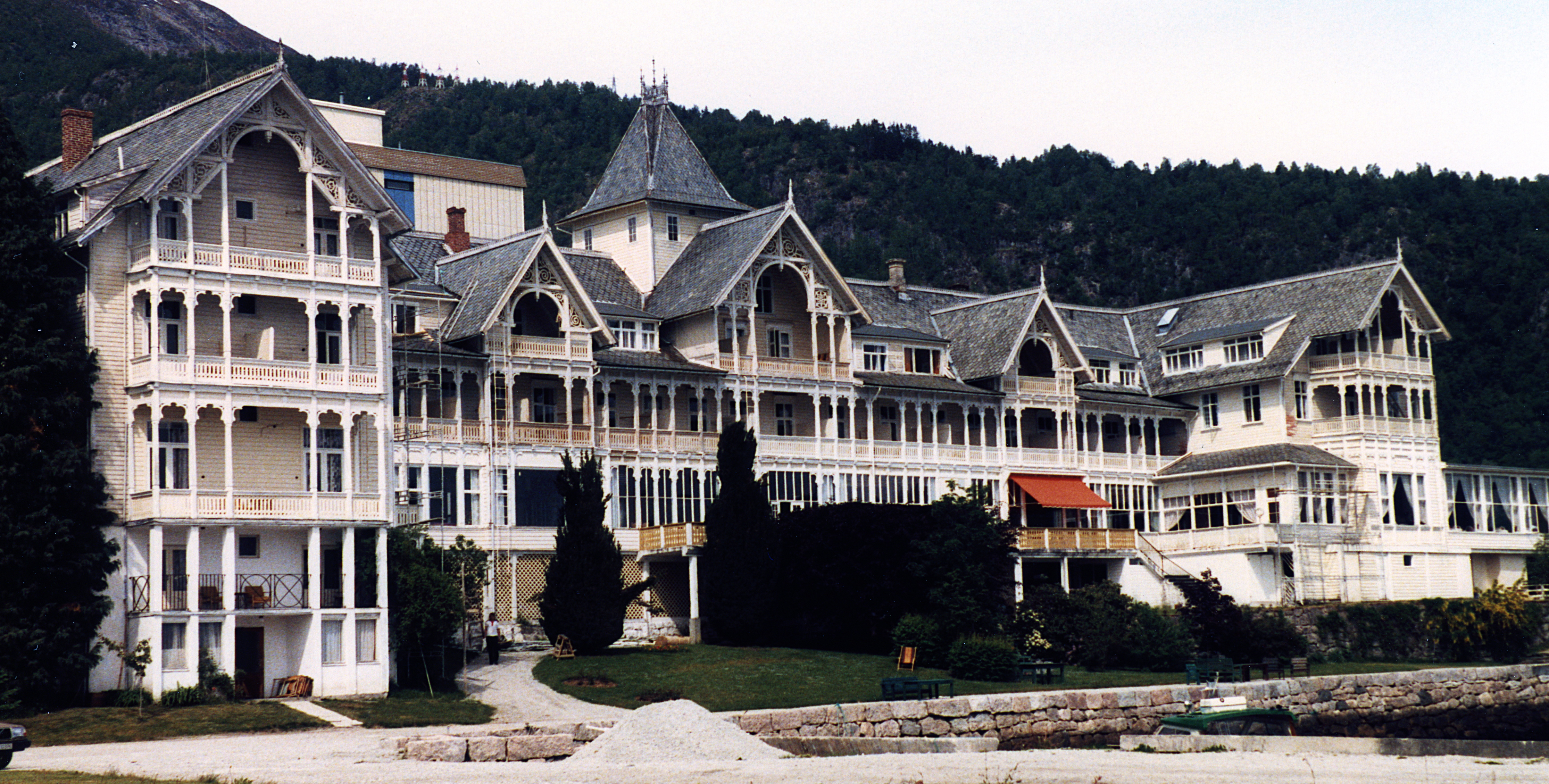
Kviknes Hotel i Balestrand i Norge, 1913
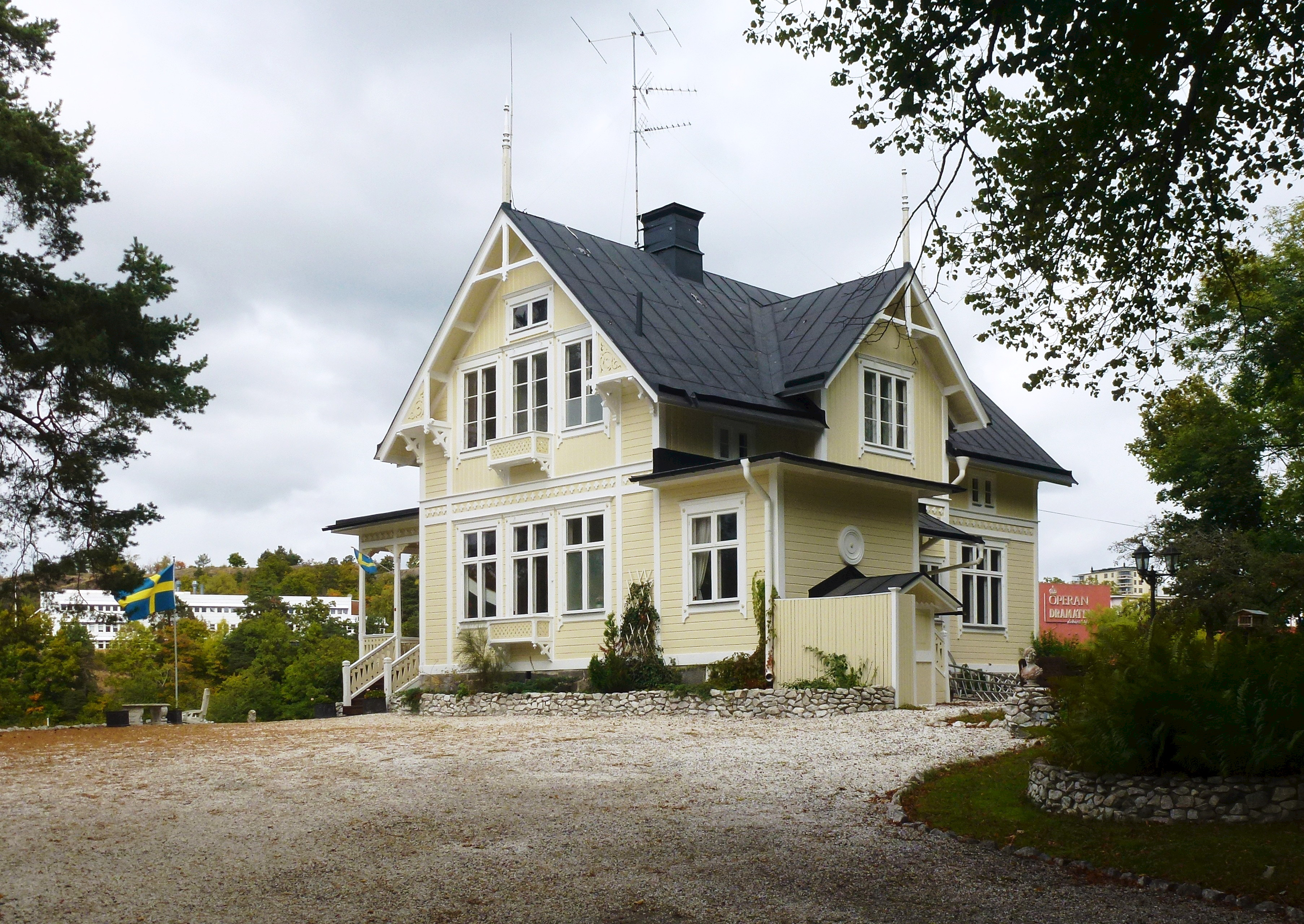
Villa Kullen, Nacka kommun

## Exempel på svensk schweizerarkitektur
- Villa Lyran, Bredäng, Stockholm, 1867
- Villa Lindängen, Nacka, 1870-talet
- Johansdal, Djurgården, Stockholm, 1851
- Villa Godthem, Djurgården, Stockholm, 1874
- Villa Fridhem, Norra Djurgården, 1870
- Villa Kullen, Nacka kommun, 1879–1880
- Klubbensborg (Tornvillan), Mälarhöjden, Stockholm, omkring 1870
- Eolslund, Djurgården, 1867
- Villa Victoria, Hjo stadspark, 1882
- Villa Flora, Hjo stadspark, 1882
- Villa Guldkroken, Hjo stadspark, 1882